# 圣马丹德桑特雷
圣马丹德桑特雷（法語：Saint-Martin-des-Entrées，法語發音：[sɛ̃ maʁtɛ̃ de.z‿ɑ̃tʁe] ⓘ）是法国卡尔瓦多斯省的一个市镇，属于巴约区。

## 地理
圣马丹德桑特雷（49°16'3"N, 0°40'21"W）面积5.99 平方千米，位于法国诺曼底大区卡爾瓦多斯省，该省份为法国西北部沿海省份，北濒大西洋英吉利海峡，东北与滨海塞纳省以海上边界相接，东临厄尔省，南至奧恩省，西与芒什省接壤。
与圣马丹德桑特雷接壤的市镇（或旧市镇、城区）包括：巴约、瑟勒河畔埃凯、贝桑地区蒙索、诺南、大圣维戈尔、瑟勒河畔沃。
圣马丹德桑特雷的时区为UTC+01:00、UTC+02:00（夏令时）。

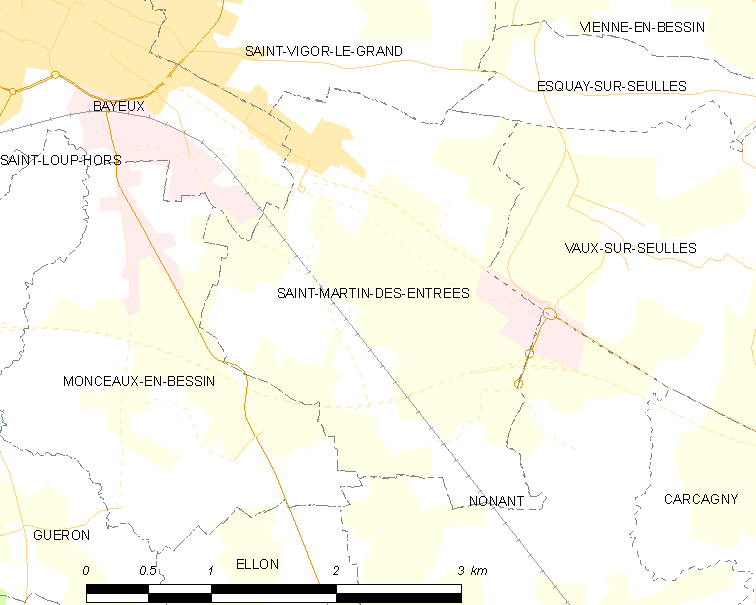
圣马丹德桑特雷的OSM定位图

## 行政
圣马丹德桑特雷的邮政编码为14400，INSEE市镇编码为14630。

## 政治
圣马丹德桑特雷所属的省级选区为巴约县。

## 人口

1962-2008年间圣马丹德桑特雷人口变化图示

圣马丹德桑特雷于2022年1月1日时的人口数量为760人。